# Сергієнко Микола Маркович
Мико́ла Ма́ркович Сергіє́нко — професор, доктор медичних наук, член-кореспондент НАН та АМН України, лауреат Державної премії України, Заслужений діяч науки і техніки України, головний офтальмолог МОЗ України (1978—2005). Президент Асоціації офтальмологів України, які займаються хірургічною практикою.

## Етапи біографії
Народився 4 жовтня 1934 року в місті Слов'янськ Донецької області. Закінчив Харківський медичний інститут у 1958 році. Кандидат медичних наук (1964), доктор медичних наук (1971).
Помер 29 червня 2017 року.

## Науковий доробок
Розробив нові моделі інтраокулярних лінз, оригінальну технологію в галузі рефракційної хірургії, брав участь у створенні першого у світі аберометра, що впроваджено в Україні та за її межами.
За результати впровадження інтраокулярної корекції в Україні, у 1988 році група офтальмологів на чолі з професором М. М. Сергієнком була удостоєна Державної премії з науки і техніки.
ПраціПрофесор Сергієнко — автор монографій «Офтальмологічна оптика» (1982, 1991) та «Інтраокулярна корекція» (1990).

## Відзнаки та нагороди
- Почесний громадянин Слов'янська[2]